# Sociedade Esportiva Aureny III
A Sociedade Esportiva Aureny III é um clube de futebol da cidade de Palmas, capital do estado do Tocantins. Suas cores são amarelo e vermelho.

## História
O Aureny III foi fundado em 18 de abril de 2004, no bairro Jardim Aureny III, um dos mais populosos de Palmas. Participou da primeira edição do Campeonato Tocantinense da Segunda Divisão, chegando até a segunda fase, quando foi eliminado pelo Interporto.

## Desempenho em competições oficiais
Campeonato Tocantinense (2ª Divisão)
| Ano  | 2009 |
| Pos. | 8º   |
| ---- | ---- |